# Berthenicourt
Berthenicourt település Franciaországban, Aisne megyében. Lakosainak száma 198 fő (2022. január 1.). Berthenicourt Alaincourt, Itancourt, Mézières-sur-Oise, Séry-lès-Mézières és Urvillers községekkel határos.

## Népesség
A település népességének változása:
| Lakosok száma | 176  | 177  | 200  | 206  | 203  | 206  | 199  | 195  | 194  | 198  |
|               | 1968 | 1982 | 1990 | 2006 | 2013 | 2015 | 2017 | 2019 | 2020 | 2022 |